# 三刺草
三刺草（学名：Aristida triseta）是禾本科三芒草属的植物，为中国的特有植物，多年生，須根較粗而堅韌。分布在中国大陆的甘肃、青海、四川等地，生长于海拔2,400米至4,700米的地区，一般生长在干燥草原、山坡草地或灌丛林下，目前尚未由人工引种栽培。
把三刺草揉碎了可以涂在流血的伤口处，可快速止血。